# Harsiesis hygea
Harsiesis hygea är en fjärilsart som beskrevs av William Chapman Hewitson 1863. Harsiesis hygea ingår i släktet Harsiesis och familjen praktfjärilar. Inga underarter finns listade i Catalogue of Life.

## Bildgalleri

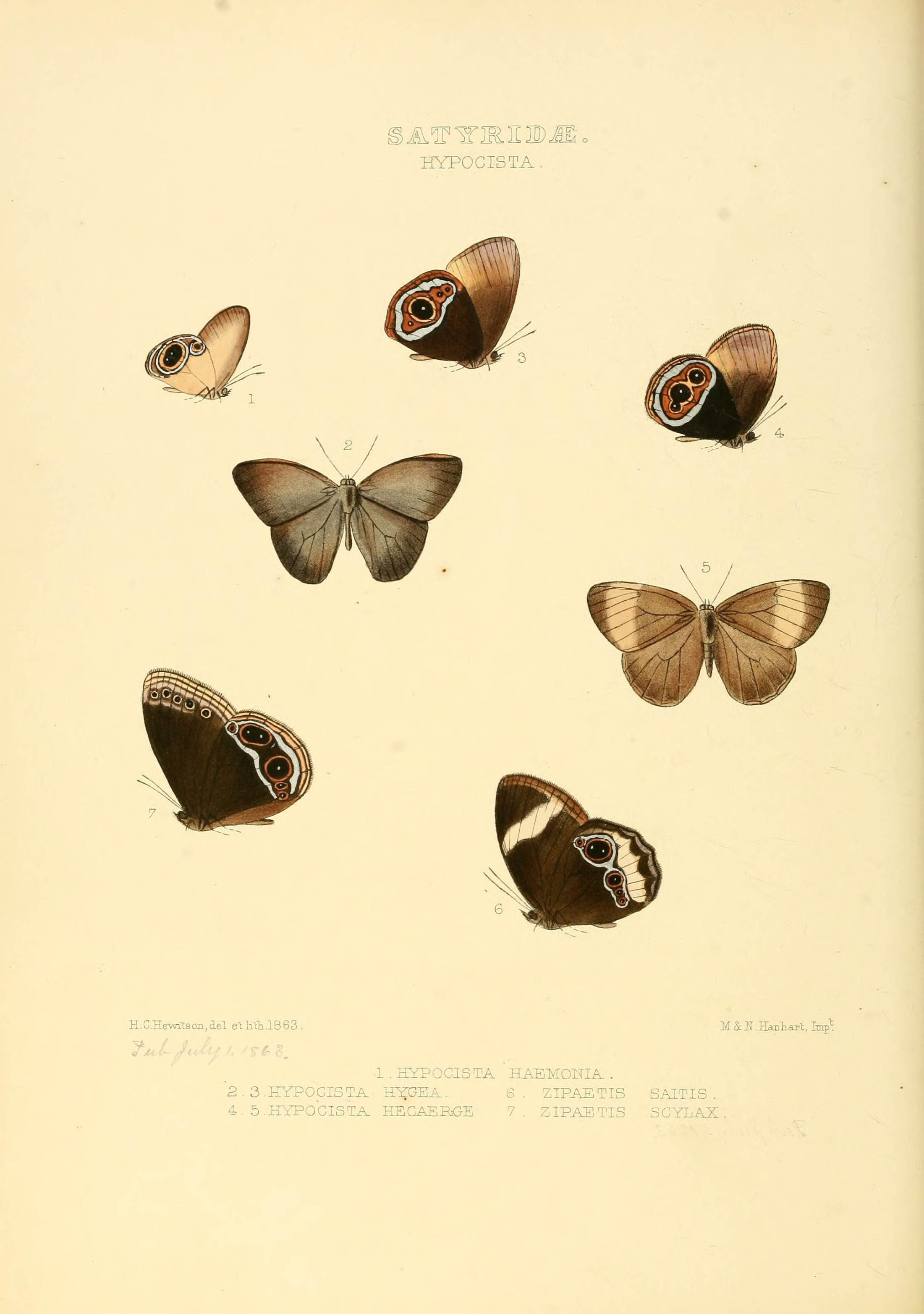